# 福島駐屯地
福島駐屯地（ふくしまちゅうとんち、JGSDF Camp Fukushima）は、福島県福島市荒井字原宿1に所在し、第44普通科連隊等が駐屯する陸上自衛隊の駐屯地である。最寄の演習場は、水原演習場（後述）。駐屯地司令は、第44普通科連隊長が兼務。

## 沿革
保安隊
- 1953年（昭和28年）10月15日：豊川駐屯地から第1連隊第3大隊が移駐[1]。

保安隊福島駐屯地
- 1953年（昭和28年）10月25日：福島駐屯地が新設[2]。

陸上自衛隊福島駐屯地
- 1954年（昭和29年）
  - 7月1日：陸上自衛隊設置に伴い福島駐屯地が開設される[3][4]。
  - 8月23日：第6管区総監部が練馬駐屯地から移駐。
  - 9月10日：第28会計隊第2分遣隊から第387会計隊に改編。
  - 9月25日：

  1. 第6管区警務隊第361福島分遣隊が移駐。
  2. 保安隊中央通信所福島支所が固定通信群第303固定通信中隊第359固定無線隊に改編。

  - 10月10日：第6特車大隊が相馬原駐屯地から移駐。
  - 12月1日：第6管区総監部が多賀城駐屯地に移駐。
  - 12月22日：第6施設大隊が南古河駐屯地から移駐。
- 1956年（昭和31年）
  - 1月26日：第303固定通信中隊第359固定無線隊が第106固定通信大隊第359重無線隊に改編。
  - 3月31日：第6特車大隊が大和駐屯地に移駐｡
- 1957年（昭和32年）
  - 2月20日：第9施設大隊（2個施設中隊基幹）が編成完結。
  - 3月5日：第9施設大隊が八戸駐屯地に移駐。
- 1960年（昭和35年）
  - 1月14日：東北方面隊が発足。

  1. 第106固定通信大隊第359重無線隊が東北方面通信隊第105基地通信大隊第359基地通信隊に改編。
  2. 第361福島分遣隊が東北方面警務隊第359福島分遣隊に改編。

  - 8月12日：第6施設大隊が第105施設大隊に称号変更。
- 1963年（昭和38年）8月10日：第302ダンプ車両中隊が朝霞駐屯地から移駐。
- 1970年（昭和45年）3月10日：第44普通科連隊が新編。
- 1974年（昭和49年）3月26日：第105施設大隊が第11施設群に改編。
- 1975年（昭和50年）3月26日：第105基地通信大隊第359基地通信隊が第315基地通信中隊福島派遣隊に改編。
- 1983年（昭和58年）3月28日：第302ダンプ車両中隊が廃止。
- 1999年（平成11年）3月29日：第11施設群が機能別中隊に改編。第312施設器材中隊を廃止。
- 2006年（平成18年）部隊改編。
  - 3月26日：第11施設群第354施設中隊、第355施設中隊を廃止。
  - 3月27日：

  1. 第377施設中隊、第378施設中隊が新編。
  2. 東北方面後方支援隊第105施設直接支援大隊第2直接支援中隊（第11施設群を支援）が新編。
  3. 第6後方支援連隊第2整備大隊第3普通科直接支援中隊（第44普通科連隊を支援）が新編。

- 2008年（平成20年）3月26日：警務隊の改編により、第110地区警務隊福島派遣隊が第124地区警務隊福島派遣隊に改編。
- 2018年（平成30年）3月27日：第11施設群第378施設中隊を廃止。
- 2025年（令和7年）3月23日：第11施設群第356施設中隊を廃止[5]。

## 駐屯部隊

### 東北方面隊隷下部隊
- 第6師団
  - 第44普通科連隊
  - 第6後方支援連隊
    - 第2整備大隊
      - 第3普通科直接支援中隊：第44普通科連隊を支援
- 第2施設団
  - 第11施設群（第357施設中隊を除く）
- 東北方面後方支援隊
  - 第105施設直接支援大隊
    - 第2直接支援中隊：第11施設群を支援
- 東北方面会計隊
  - 第387会計隊
- 東北方面システム通信群
  - 第103基地システム通信大隊
    - 第315基地通信中隊
      - 福島派遣隊
- 福島駐屯地業務隊

### 防衛大臣直轄部隊
- 東北方面警務隊
  - 第124地区警務隊
    - 福島派遣隊

## 演習場など
- 射撃場（福島市荒井）
  - 同駐屯地から西方（土湯温泉方面）に2km程度の場所に所在しており、主に小銃射撃訓練等で使用されている。
- 水原演習場（福島市松川町水原）
  - 同駐屯地にほど近い福島市南西部の吾妻・安達太良連峰山麓に所在しており、主に福島駐屯部隊が小規模演習や各種訓練に使用している。
  - かつて福島カントリークラブというゴルフ場が隣接しており、2009年7月には誤って爆破訓練を実施して、金属片がゴルフ場敷地内に落下する事故が発生したことがある。なお、同ゴルフ場は2019年12月に閉鎖した。
  - 同演習場では実施できない大規模演習や迫撃砲・無反動砲の射撃などは白河布引山演習場や王城寺原演習場を使用している。

なお、いずれの施設も特別の許可がない限り民間人が立ち入ることはできないので、注意が必要。

## 最寄の幹線交通
- 高速道路：東北自動車道福島西IC
- 一般道：国道4号、国道13号、国道114号、国道115号、国道399号、国道459号、福島県道3号福島飯坂線、福島県道5号上名倉飯坂伊達線、福島県道362号南福島停車場線
- 鉄道：JR東日本東北本線/山形線 福島駅
- 港湾：相馬港（重要港湾）
- 飛行場：福島空港（第三種空港）

## 重要施設
- 福島第一原子力発電所（出力391.2万kW。BWR）（双葉郡大熊町、双葉町）
- 福島第二原子力発電所（出力440.0万kW。BWR）（双葉郡富岡町、楢葉町）
- 原町火力発電所（出力200.0万kW。石炭）（南相馬市）
- 新地発電所（出力100.0万kW。石炭）（相馬郡新地町）
- 新福島変電所（超高圧変電所）（双葉郡富岡町）
- 南相馬変電所（超高圧変電所）（南相馬市）
- 金谷川変電所（二次変電所）（福島市）